# سن-کلود، کبک
سن-کلود (به فرانسوی: Saint-Claude) شهری در منطقه شهری لو وال-سن-فرانسوا ناحیه استری در استان کبک کانادا است. در سرشماری سال ۲۰۱۱ این شهر ۱٬۱۰۴ نفر جمعیت داشته‌است و مساحت آن ۱۲۰٫۳۸ کیلومتر مربع است.